# State Parks in Iowa

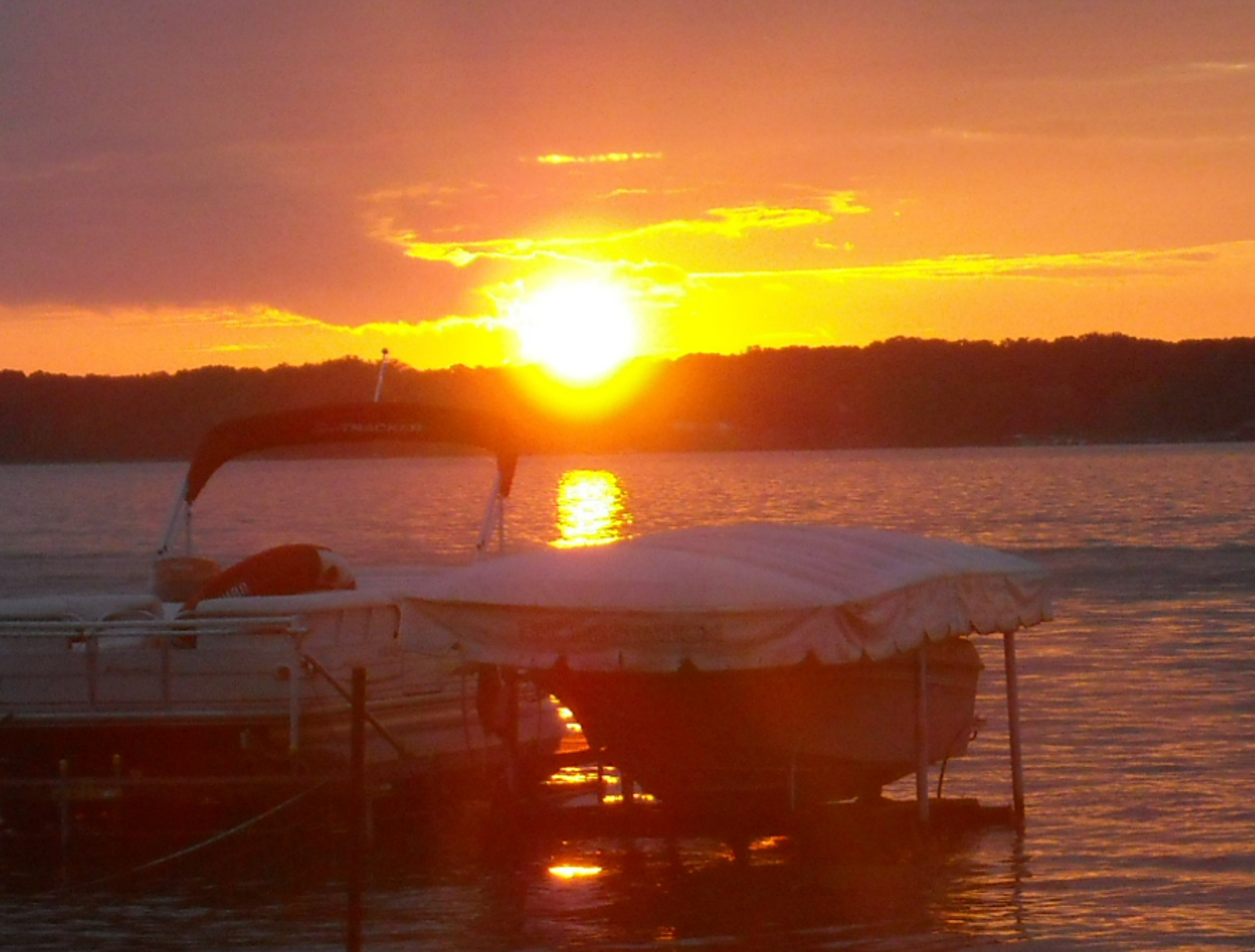
Clear Lake State Park

Dies ist eine Liste der State Parks im US-Bundesstaat Iowa, die vom Iowa Department of Natural Resources geleitet werden.
- Ambrose A. Call State Park
- Backbone State Park
- Badger Creek State Recreation Area
- Banner Lakes at Summerset State Park
- Beed's Lake State Park
- Bellevue State Park
- Big Creek State Park
- Black Hawk State Park
- Brushy Creek State Recreation Area
- Cedar Rock State Park
- Clear Lake State Park
- Dolliver Memorial State Park
- Elinor Bedell State Park
- Elk Rock State Park
- Emerson Bay State Recreation Area
- Fairport State Recreation Area
- Fort Atkinson State Preserve
- Fort Defiance State Park
- Geode State Park
- George Wyth Memorial State Park
- Green Valley State Park
- Gull Point State Park
- Honey Creek State Park
- Honey Creek Resort State Park
- Lacey-Keosauqua State Park
- Lake Ahquabi State Park
- Lake Anita State Park
- Lake Darling State Park
- Lake Keomah State Park
- Lake Macbride State Park
- Lake Manawa State Park
- Lake of Three Fires State Park
- Lake Wapello State Park
- Ledges State Park
- Lewis and Clark State Park
- Lower Gar State Recreation Area
- Maquoketa Caves State Park
- Marble Beach State Recreation Area
- McIntosh Woods State Park
- Mines of Spain State Recreation Area and E. B. Lyons Nature Center
- Mini-Wakan State Park
- Nine Eagles State Park
- Okamanpedan State Park
- Palisades-Kepler State Park
- Pikes Peak State Park
- Pikes Point State Park
- Pilot Knob State Park |
- Pine Lake State Park
- Pleasant Creek State Recreation Area
- Prairie Rose State Park
- Preparation Canyon State Park
- Red Haw State Park
- Rice Lake State Park
- Rock Creek State Park
- Springbrook State Park
- Stone State Park
- Templar State Recreation Area
- Trapper's Bay State Park
- Twin Lakes State Park
- Union Grove State Park
- Viking Lake State Park
- Volga River State Recreation Area
- Walnut Woods State Park
- Wapsipinicon State Park
- Waubonsie State Park
- Wildcat Den State Park
- Wilson Island State Recreation Area